# هیکوری گروو، شهرستان آدامز، ایلینوی
هیکوری گروو (به انگلیسی: Hickory Grove) یک منطقهٔ مسکونی در ایالات متحده آمریکا است که در ایلینوی واقع شده‌است.